# Rita Trapanese
Rita Anna Angela Trapanese (* 8. Mai 1951 in Mailand; † 8. August 2000 in Gattatico) war eine italienische Eiskunstläuferin, die im Einzellauf startete.
Trapanese wurde von 1965 bis 1972 italienische Meisterin im Eiskunstlauf der Damen und ist damit nationale Rekordhalterin. Sie nahm im Zeitraum von 1966 bis 1972 an allen Europameisterschaften teil. Bei der Europameisterschaft 1971 in Zürich gewann sie die Bronzemedaille. Es war die erste Medaille für eine italienische Eiskunstläuferin bei Europameisterschaften. Ihren größten Erfolg feierte sie 1972 in Göteborg, als sie hinter Beatrix Schuba Vize-Europameisterin wurde. Bei Weltmeisterschaften, an denen sie vier Mal teilnahm, war ihr bestes Ergebnis der fünfte Platz, den sie 1971 erreichte. Trapanese vertrat Italien bei zwei Olympischen Spielen. 1968 in Grenoble belegte sie den 25. Platz und 1972 in Sapporo wurde sie Siebte.
Trapanese war mit Maurizio Vaglini, dem Chef des Mailänder Krebsinstitutes verheiratet. Sie starb bei einem Autounfall.

## Ergebnisse
| Wettbewerb / Jahr            | 1965 | 1966 | 1967 | 1968 | 1969 | 1970 | 1971 | 1972 |
| ---------------------------- | ---- | ---- | ---- | ---- | ---- | ---- | ---- | ---- |
| Olympische Winterspiele      |      |      |      | 25.  |      |      |      | 7.   |
| Weltmeisterschaften          |      |      | 13.  |      | 13.  | 8.   | 5.   |      |
| Europameisterschaften        |      | 18.  | 15.  | 18.  | 8.   | 4.   | 3.   | 2.   |
| Italienische Meisterschaften | 1.   | 1.   | 1.   | 1.   | 1.   | 1.   | 1.   | 1.   |